# ふじつか雪
ふじつか 雪（ふじつか ゆき、1月30日 - ）は、日本の漫画家。香川県出身。血液型AB型。

## 受賞歴
- 2004年 - 第153回LMS ベストルーキー賞（『無敵のマイブラザー』）、第29回白泉社アテナ新人大賞優秀新人賞（『トレモロビート!』）
- 2006年 - 第31回白泉社アテナ新人大賞デビュー優秀者賞（『金魚奏』）

## 作品リスト

### 漫画作品

#### 連載
- 金魚奏（『LaLa DX』2006年3月号 - 2007年3月号）
- 桃山キョーダイ（『LaLa DX』2010年3月号 - 2012年11月号）
- 悪魔とデュエット（『LaLa special』2009年8月号、2010年2月号、6月号、12月号、全1巻）
- 三日月とオレンジ（『LaLa』2012年6月号 - 2013年8月号）
- トナリはなにを食う人ぞ（『LaLa』2014年9月号、『AneLaLa』2015年2月号 - 2017年4月号）
- トナリはなにを食う人ぞ ほろよい[2]（『マンガPark』2018年4月5日配信[3] - 連載中）

#### 読み切り
- 無敵のマイブラザー（『LaLa DX』2004年11月号） - 『桃山キョーダイ』1巻に併録。
- トレモロビート!（『LaLa DX』2005年3月号） - 単行本未収録。
- おとぎ舞鶴（『LaLa DX』2005年5月号） - 単行本未収録。
- トリッキィ（『LaLa DX』2005年11月号） - 『花咲きカノン』に収録。
- 春色パノラマ（『LaLa』2006年3月号） - 単行本未収録。
- 空（カラ）の少年（『LaLa』2006年11月号） - 『空の少年』に収録。
- ひだまり台風（『LaLa special』2007年号） - 『空の少年』に収録。
- ピノッキオは夢を見る（『LaLa DX』2007年1月号） - 『空の少年』に収録。
- あの日のきみへ還る（『LaLa』2007年4月号）- 『桃山キョーダイ』3巻に併録。
- アカツキの楽園（『LaLa』2007年8月号） - 『空の少年』に収録。
- 天然キティハニー（『LaLa DX』2007年11月号、2008年3月号） - 『三日月とオレンジ』1巻に併録。
- イバラの魔術師（『LaLa special』2008年6月号） - 『花咲きカノン』に収録。
- 星屑図書館（『LaLa DX』2008年9月号） - 単行本未収録。
- フライングバニィ（『LaLa DX』2009年3月号） - 単行本未収録。
- もっけ墨（『LaLa special』2009年4月号） - 単行本未収録。
- 砂の丘のライラ（『LaLa』2011年12月号） - 『花咲きカノン』に収録。
- 花咲きカノン（『青LaLa』2012年8月号） - 『花咲きカノン』に収録。
- ネバーランド（『LaLa』2013年11月号） - 単行本未収録。
- バクと眠り姫（『LaLaファンタジー』） - 単行本未収録。
- トナリはなにを食う人ぞ 番外編（『AneLaLa』2017年8月号） - 単行本未収録。

### 書籍
- 『金魚奏』、白泉社〈花とゆめコミックス〉2006年 - 2007年、全2巻
- 『空の少年』白泉社〈花とゆめコミックス〉、2008年7月発行、ISBN 978-4-592-18740-0
- 『桃山キョーダイ』、白泉社〈花とゆめコミックス〉2010年 - 2013年、全4巻）
- 『悪魔とデュエット』白泉社〈花とゆめコミックス〉、2011年3月4日発売[4]、ISBN 978-4-592-18568-0
- 『花咲きカノン』白泉社〈花とゆめコミックス〉、2012年10月5日発売[5]、ISBN 978-4-592-18579-6
- 『三日月とオレンジ』、白泉社〈花とゆめコミックス〉2013年、全2巻
  1. 2013年5月2日発売[6]、ISBN 978-4-592-19386-9
  2. 2013年10月4日発売[7]、ISBN 978-4-592-19387-6
- 『トナリはなにを食う人ぞ』、白泉社〈花とゆめコミックス〉2015年 - 2017年、全3巻
  1. 2015年9月4日発売[8]、ISBN 978-4-592-19538-2
  2. 2016年9月5日発売[9]、ISBN 978-4-592-19539-9
  3. 2017年7月5日発売[10]、ISBN 978-4-592-21094-8
- 『トナリはなにを食う人ぞ ほろよい』、白泉社〈花とゆめコミックス〉2018年 - 、既刊13巻（2025年4月4日現在）
  1. 2018年9月5日発売[11][12]、ISBN 978-4-592-21809-8
  2. 2019年3月5日発売[13]、ISBN 978-4-592-21810-4
  3. 2019年9月5日発売[14]、ISBN 978-4-592-21859-3
  4. 2020年4月3日発売[15]、ISBN 978-4-592-22710-6
  5. 2020年9月4日発売[16]、ISBN 978-4-592-22786-1
  6. 2021年3月5日発売[17]、ISBN 978-4-592-22787-8
  7. 2021年9月3日発売[18]、ISBN 978-4-592-22846-2
  8. 2022年2月4日発売[19]、ISBN 978-4-592-22847-9
  9. 2022年8月5日発売[20]、ISBN 978-4-592-22848-6
  10. 2023年3月3日発売[21]、ISBN 978-4-592-22849-3
  11. 2023年11月2日発売[22]、ISBN 978-4-592-22850-9
  12. 2024年8月5日発売[23]、ISBN 978-4-592-23032-8
  13. 2025年4月4日発売[24]、ISBN 978-4-592-23066-3

### その他
- 超吉ガール シリーズ（著：遠藤まり、角川つばさ文庫刊）イラスト
  1. 不思議なおみくじの巻（2015年9月15日発売）
  2. 学園祭で仲なおりの巻（2016年1月15日発売）
  3. 親友をとりもどせ!の巻 （2016年5月15日発売）
  4. 神社で初恋☆の巻（2016年9月15日発売）
  5. 絶交・超凶で大ピンチ!?の巻（2017年2月15日発売）

  - おもしろい話、集めました。(G)「番外編・空とぶ神通力の旅」収録（2015年11月15日発売）
  - おもしろい話、集めました。(S)「番外編・カレとのはじめて旅行!?」収録（2016年12月15日発売）
- ピアノ・カルテット シリーズ（著：遠藤まり、角川つばさ文庫刊）イラスト
  1. 気になるあの子のトクベツ指導!?（2017年10月15日発売）
  2. 初恋は運命のはじまり!?（2018年4月13日発売）